# 天主教克雷莫納教區
天主教克雷莫納教區（拉丁語：Dioecesis Cremonensis），是義大利一個天主教教區。屬米蘭總教區。
教區包括克雷莫納省的大部分、布雷西亞省南部，以及曼托瓦省西部。2006年有教友330,000人，佔總人口94.7%。有224個堂區、司鐸374名。現任教區主教為但丁·拉弗蘭科尼。

## 歷史
傳統上福音是由巴拿巴帶來克雷莫納的，但當地教會建立比較可靠的說法是在聖葉理諾的弟子在4至5世紀建立的，而第一位有文獻記載的主教參加了451年舉行的主教會議。其後聖統記錄比較零碎，至8世紀末才結束這個狀態，當時正是倫巴第人佔領時期結束、加洛林王朝的開始。
當地教會曾經發展出一種禮儀形式，是以恢復此禮的主教命名，稱為奧弗雷多禮，但在1458年被教宗嘉禮三世廢除。1590年教區主教當選教宗，號額我略十四世。